# Cisternas romanas de Molacillos
Las cisternas romanas de Molacillos son dos cisternas de época romana, fechadas entre finales del s. I a. C. y principios del siglo I, que se encuentran en la localidad española de Molacillos, en la provincia de Zamora, comunidad autónoma de Castilla y León.

## Las cisternas

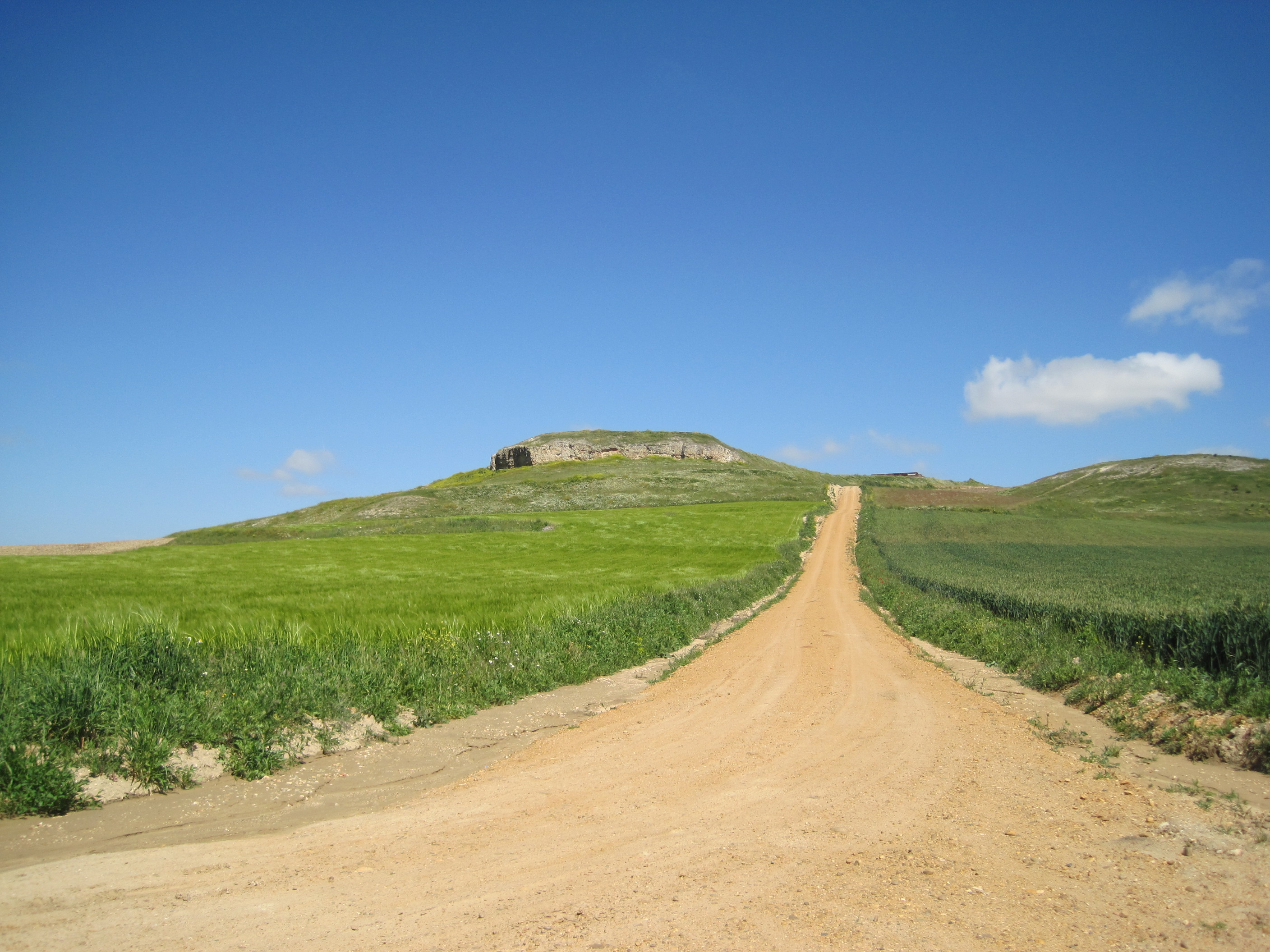
Vista parcial del Teso de la Mora, en el que se encuentran las cisternas

Se trata de dos cisternas de época romana situados en el Teso de la Mora, una elevación natural que domina el valle del río Valderaduey, junto a la localidad  de Molacillos (Zamora). Las excavaciones arqueológicas llevadas a cabo en 2006 y 2007 pudieron confirmar que la primera ocupación del Teso se remonta a la Primera Edad del Hierro, y la construcción de las cisternas coincidiría con el final de las guerras cántabras, dejando de estar ocupado el lugar a partir del siglo I.
Situadas en la parte central del Teso, presentan planta rectangular y unas medidas de siete por once metros y estaban cubiertas por bóveda de cañón. En la península ibérica solamente se encuentran paralelismos de este tipo de construcción en Uxama Argaela y en Andalucía. 
Sobre estas cisternas  hay referencias desde los setenta a través de Virgilio Sevillano y después Ricardo Martín Valls y Germán Delibes de Castro las vincularon con un posible asentamiento militar relacionado con una vía romana que atravesaba la zona.

## Protección y conservación

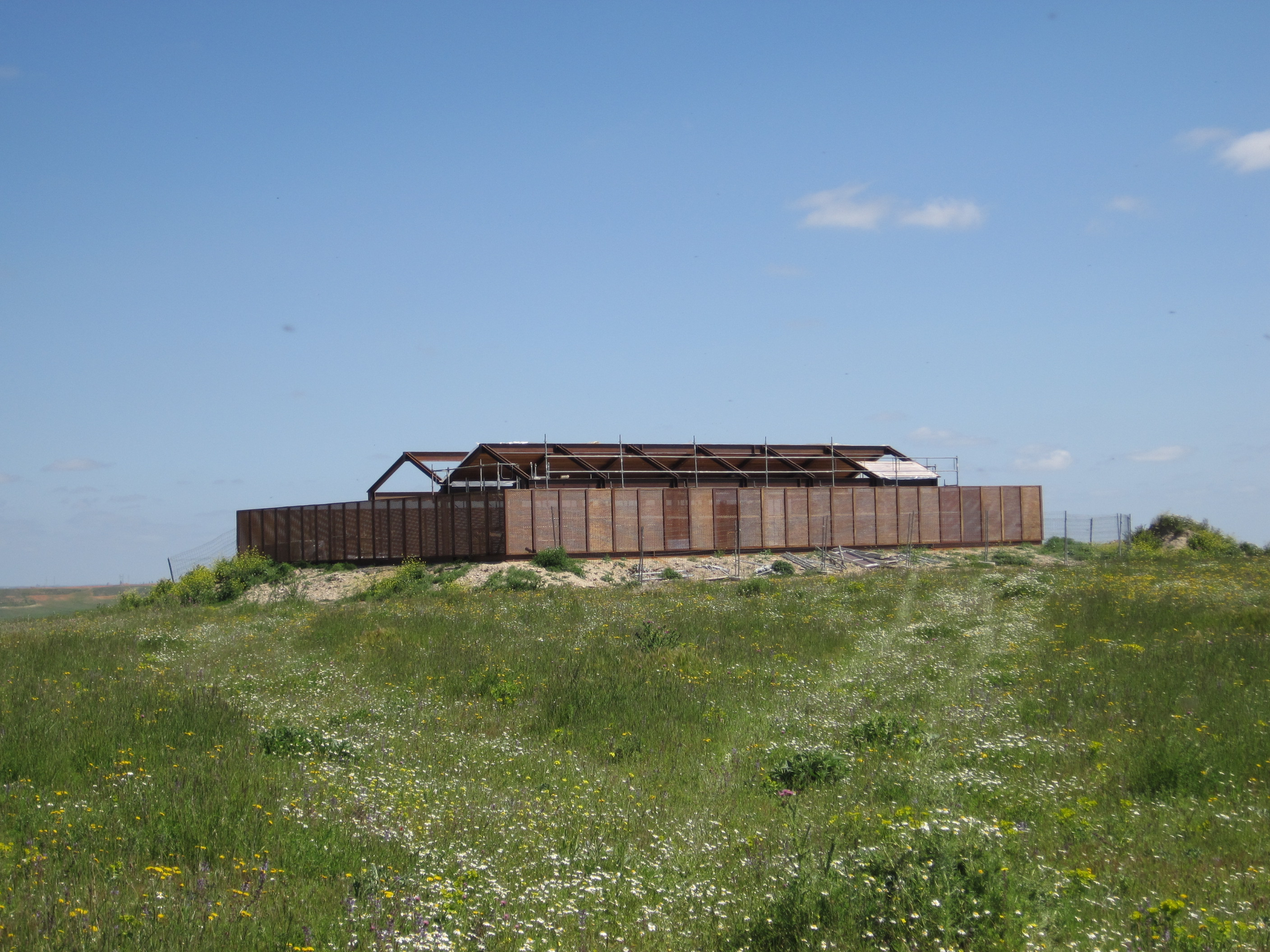
La nueva cubierta de las cisternas, en obras, en mayo de 2010

Una vez que finalizaron los trabajos de excavación, la Junta de Castilla y León decidió consolidar las dos cisternas, dedicando una partida presupuestada en 300.000 euros. Tras unas primeras actuaciones de restauración, que consistieron en la limpieza de suciedad, eliminación de líquenes y consolidación y sellado de grietas, todo el conjunto se protegería con un cerramiento consistente en una valla transparente que cubriría un área de 23x18 metros y se colocaría una estructura metálica que permitiese apoyar la cubierta. Igualmente, se instalaría una escalera para poder bajar a las mismas así como paneles informativos.
En enero de 2009 tuvo lugar la licitación para la contratación de las obras, estipulando el presupuesto en 300 877 euros, y en agosto del mismo año fueron adjudicadas con una inversión final de 244 339 euros. Finalmente, y una vez finalizados los trabajos, en octubre de 2010 fue inaugurada la nueva estructura y el vallado perimetral.
El castro y las cisternas del Teso de la Mora están declarados Bien de Interés Cultural desde 1983 pero su expediente sigue abierto y todavía sin resolver.